# Takako Doi

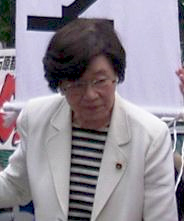
Takako Doi im Unterhauswahlkampf 2005

Takako Doi (japanisch 土井 たか子 Doi Takako, eigentlich 土井 多賀子; * 30. November 1928 in Kōbe; † 20. September 2014) war eine japanische Politikerin und Oppositionsführerin.
Doi studierte Rechtswissenschaften an der Dōshisha-Universität. 1969 kandidierte sie für die Sozialistische Partei Japans (SPJ) im 2. Wahlkreis der Präfektur Hyōgo erfolgreich für das Unterhaus und wurde danach elfmal wiedergewählt. Sie engagierte sich stark in Fragen der Gleichberechtigung und setzte sich im Parlament für die Unterzeichnung des Übereinkommens zur Beseitigung jeder Form von Diskriminierung der Frau ein.
Von 1986 bis 1991 war Doi Vorsitzende der SPJ. Unter ihrer Führung modernisierte sich die Partei und gab radikale Positionen auf. Von 1993 bis 1996 war Doi Präsidentin des Unterhauses. Nach der verheerenden Wahlniederlage bei den Unterhauswahlen 1996, in der die SPJ ihre Position als zweitstärkste Partei verlor, übernahm Doi erneut den Parteivorsitz. Die SPJ benannte sich im selben Jahr in Sozialdemokratische Partei (SDP) um, erholte sich aber nicht mehr und verlor immer weiter zugunsten der Demokratischen Partei an Boden.
Bei der Unterhauswahl 2003 fiel die SDP auf 6 Sitze zurück; auch umstrittene Äußerungen Dois über Nordkorea im Zusammenhang mit der Entführungsfrage hatten der Partei massiv geschadet. Doi selbst wurde zwar über die Verhältniswahlliste gewählt, verlor aber ihren Wahlkreis. Im November 2003 übernahm sie die Verantwortung für den Zustand der Partei und trat als Vorsitzende zurück, ihre Nachfolgerin wurde Mizuho Fukushima.
Seit der Wahl von 2005 war Doi nicht mehr im Parlament, 2006 wurde sie Ehrenvorsitzende ihrer Partei.
Takako Doi starb am 20. September 2014 im Alter von 85 Jahren an einer Lungenentzündung.